# Godło Stolicy Apostolskiej
Godłem Stolicy Apostolskiej oraz emblematem papiestwa są dwa klucze św. Piotra przewiązane czerwonym sznurem, skrzyżowane w skos, piórami na zewnątrz i ku górze, gdzie jeden jest srebrny, zaś drugi złoty, ponad którymi tiara srebrna z nałożonymi na nią trzema złotymi diademami. Spod tiary ukazuje się zdobna taśma, rozłożona na boki.
Godło Stolicy Apostolskiej różni się od godła Watykanu kolejnością kluczy.
Godło Stolicy Apostolskiej podczas pontyfikatu papieża stanowi panoplium, na którego tle umieszcza się herb papieski, który symbolizuje jego papiestwo. W każdym herbie papieskim klucze są umieszczone w kolejności charakterystycznej dla herbu Stolicy Apostolskiej.
W okresie sede vacante godłem Stolicy Apostolskiej jest herb kardynała kamerlinga. Obecnym kamerlingiem jest kard. Kevin Farrell.

Godło Stolicy Apostolskiej i papiestwa
Godło Stolicy Apostolskiej w okresie sede vacante (herb kardynała kamerlinga)